# Harmonicon
Harmonicon là một chi nhện trong họ Dipluridae.